# Bourbon–Szicíliai Lujza toszkánai nagyhercegné
Lujza Mária (Amália Terézia; Nápoly, Nápolyi Királyság, 1773. július 27. – Bécs, Ausztria, Szent Római Birodalom, 1802. szeptember 19.), III. Ferdinánd első feleségeként Toszkána nagyhercegnéje 1790 augusztusától a napóleoni háborúk következtében történt 1801. márciusi trónfosztásukig.
A hercegnő volt IV. Ferdinánd nápoly király (egyben szicíliai király is) és Ausztriai Mária Karolina második legidősebb leánya, a későbbi Mária Terézia német-római császárné és Mária Amália francia királyné testvére. 1790-ben kötött házasságot elsőfokú unokatestvérével, III. Ferdinánd toszkánai nagyherceggel. Két gyermekük érte meg a felnőttkort: a későbbi II. Lipót nagyherceg és Mária Terézia Franciska, a későbbi Károly Albert szárd–piemonti király felesége.
Miután 1799-ben Bonaparte Napóleon seregei megszállták a Toszkánai Nagyhercegséget, a család Ausztriában talált menedékre III. Ferdinánd rokonainál. Lujza Mária utolsó gyermekének születése után hunyt el 1802-ben, huszonkilenc éves korában. Halálát követően közel húsz évvel, 1821-ben férje másodjára is megházasodott, Szászországi Mária Ferdinandát vette feleségül, akitől nem születtek gyermekei. Lujza Máriától és férjétől ered a Habsburg–Lotaringiai-ház toszkánai mellékága.

## Élete

### Származása, testvérei

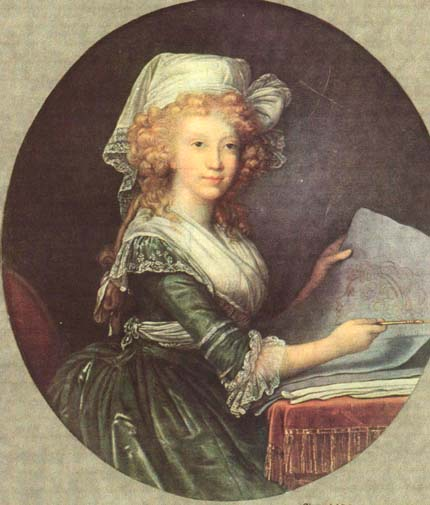
Mária Amália Terézia nápoly–szicíliai hercegnő

Lujza Mária Amália királyi hercegnő a casertai királyi palotában született 1773-ban.
Édesapja a Bourbon-házból való IV. Ferdinánd nápolyi király (1751–1825) (a későbbi I. Ferdinánd nápoly–szicíliai király) volt, III. Károly spanyol király és Mária Amália Krisztina szász hercegnő, lengyel királyi hercegnő, spanyol királyné fia.
Édesanyja Mária Karolina Lujza főhercegnő (1752–1814) volt, I. (Lotaringiai) Ferenc német–római császár (1708–1765) és Mária Terézia császárné (1717–1780) leánya, akit himlőben elhalt nővérei (Mária Johanna Gabriella, 1750–1762 és Mária Jozefa, 1751–1767) helyett adtak feleségül Ferdinándhoz 1768-ban.
Lujza Mária Amália hercegnő tizennyolc (!) testvér közül másodikként született:
1. Mária Terézia Karolina hercegnő (1772–1807), II. (I.) Ferenc császár felesége, német-római majd osztrák császárné.
2. Lujza Mária Amália hercegnő (1773–1802), toszkánai nagyhercegné, Ferenc császár sógora.
3. Károly Titusz Ferenc Gennaro, Calabria hercege (1775–1778), kisgyermekként meghalt.
4. Mária Anna Jozefina (Giuseppina) hercegnő (1776–1780), kisgyermekként meghalt.
5. Ferenc Januárius (Gennaro), Calabria hercege (1777–1830), 1778-tól trónörökös, 1830-tól I. Ferenc néven nápoly–szicíliai király.
6. Mária Amália hercegnő (1779–1783), kisgyermekként meghalt.
7. Mária Krisztina Amália Terézia hercegnő (1779–1849), aki Károly Félix szárd–piemonti királyhoz, Savoya hercegéhez (1765–1831) ment férjhez.
8. Gennaro Károly Ferenc herceg (1780–1789), gyermekként meghalt.
9. József Catello Gennaro herceg (1781–1783), kisgyermekként meghalt.
10. Mária Amália Terézia hercegnő (1782–1866), aki Orléans-i Lajos Fülöp francia királyhoz (1773–1850) ment feleségül.
11. Mária Krisztina (*/†1783), születésekor meghalt.
12. Mária Antonietta Terézia hercegnő (1784–1806), aki VII. Ferdinánd spanyol király (1784–1833) első felesége lett.
13. Mária Klotild Terézia hercegnő (1786–1792), gyermekként meghalt.
14. Henrietta (Enrichetta) Mária Kárméla hercegnő (1787–1792), kisgyermekként meghalt.
15. Károly Gennaro Ferenc herceg (1788–1789), kisgyermekként meghalt.
16. Lipót János József herceg (1790–1851), Salerno hercege, aki 1816-ban unokahúgát, Mária Klementina főhercegnőt (1798–1881), I. Ferenc császár leányát vette feleségül.
17. Albert Fülöp Maria herceg (1792–1798), gyermekként meghalt.
18. Mária Erzsébet Terézia hercegnő (1793–1801), gyermekként meghalt.

### Házassága, gyermekei
1790. augusztus 15-én Nápolyban képviselők útján (per procurationem) házasságot kötött a Habsburg–Lotaringiai-ház toszkánai ágából való III. Ferdinánd toszkánai nagyherceggel (1769–1824), azaz Ferdinánd József János főherceggel, II. Lipót (1747–1792) német-római császárnak, magyar és cseh királynak, és a Bourbon-házból való Mária Ludovika spanyol infánsnőnek (María Luisa de España, 1745–1792), német-római császárnénak második fiához. Az ünnepélyes esküvőt Bécsben tartották, 1790. szeptember 19-én. Házasságukból hat gyermek született, de csak hárman érték meg a felnőttkort.
1. Karolina Fernanda (Ferdinanda) Terézia (1793–1802), gyermekkorban meghalt.
2. Ferenc Lipót főherceg (1794–1800), gyermekkorban meghalt.
3. Lipót főherceg (1797–1870), 1824–1859-ig II. Lipót néven Toszkána nagyhercege.
4. Mária Lujza Jozefa Krisztina Róza főhercegnő (1799–1857).
5. Mária Terézia Franciska főhercegnő (1801–1855), aki Károly Albert szárd–piemonti királyhoz ment feleségül.
6. Egy halva született gyermek (*/† 1802)

1799-ben Bonaparte tábornok csapatai bevonultak Firenzébe, a nagyhercegi család Bécsbe menekült. Az 1801-es lunéville-i béke és az aranjuezi szerződés értelmében Ferdinándnak le kellett mondania Toszkána nagyhercegének címéről, országát Bonaparte a csatlós Etruriai Királysághoz csatolta.
Lujza Mária nagyhercegnő három gyermekét már a bécsi száműzetés éveiben hozta a világra. Utolsó gyermeke halva született, és rövidesen (1802. szeptember 19-én) az anya is meghalt gyermekágyi lázban, 29 éves korában, alig három hónappal azelőtt, hogy férje, Ferdinánd az 1802. december 26-ai párizsi békeszerződés értelmében kárpótlásul megkapta volna a Salzburgi Érsekség szekularizált birtokait.
1814-ben, a napóleoni háborúk lezárulása után, az özvegy III. Ferdinánd visszatérhetett a toszkánai nagyhercegi trónra, majd 1821-ben, Lujza Mária halála után 9 évvel másodszor is megnősült. A 25 éves Mária Ferdinanda szász hercegnőt (1796–1865),  Miksa szász királyi herceg (1759–1838) és Karolina Mária Bourbon–parmai hercegnő (1770–1804) leányát vette feleségül, aki elhunyt Lujza Mária Améliától született saját fiának, Lipót főhercegnek sógornője volt. A házasság gyermektelen maradt.